# Pierre de Rolland
Pour les articles homonymes, voir Pierre Rolland et Rolland.
Pierre de Rolland, né le 8 juin 1772 à Montpellier (Hérault) et mort le 26 décembre 1848 à Paris, est un général français de la Révolution et de l’Empire.

## États de service
Il entre en service le 10 janvier 1791, comme volontaire dans le bataillon de chasseurs de l'Aude, et le 7 septembre 1793, il passe dans la compagnie des guides de l’armée des Pyrénées orientales, avec laquelle il fait les campagnes de 1793, à l’an III. Le 15 septembre 1794, il est nommé sous-lieutenant adjoint à l'adjudant-général Desroches, et il devient capitaine à la suite de la 1re légion de police en conservant ses fonctions d’adjoint le 28 septembre 1794. L’adjudant-général ayant été suspendu et la légion de police dissoute le 18 octobre 1795, il reste sans emploi jusqu’au 8 janvier 1799.
Placé comme adjoint à l’état-major de l’armée de Naples, il est mis à la suite du 14e régiment de cavalerie, et le 7 mars 1799, il est envoyé sur la route de Salerne avec 50 hommes d'infanterie et 30 du 25e régiment de chasseurs à cheval pour reconnaître un corps de Calabrais. Il rencontre l’ennemi, en avant de Nocera, au nombre de 2 000 hommes, et malgré la disproportion de ses forces, il charge la tête de colonne des insurgés, et ayant reçu le lendemain un renfort de 300 hommes et de deux canons, il attaque à nouveau, pénètre dans Nocera et rétablit l'ordre.
Pendant l’an VIII et l’an IX, il sert dans les armées de Réserve, d’Italie et des Grisons, et il est promu chef d’escadron à la suite du 14e de cavalerie le 17 avril 1801, avant de rejoindre le 19e régiment de cavalerie le 20 novembre 1801. Le 21 janvier 1803, il passe à la suite du 11e régiment de cavalerie, puis le 26 février 1803 dans le 12e régiment de cavalerie, et le 15 décembre 1803, il est nommé major au 2e régiment de cuirassiers. Il est fait chevalier de la Légion d’honneur le 25 mars 1804, et il rejoint son régiment en garnison à Caen, où il commande le dépôt de 1804 à 1808, pendant les campagnes d'Autriche, de Prusse et de Pologne.
Le 15 janvier 1808, il est envoyé avec son régiment en Espagne, et le 18 juin suivant il est de retour à Caen. Le 28 janvier 1809, il est créé chevalier de l’Empire, et le 31 mars 1809, il est fait colonel en second de son régiment. Il participe à la campagne d’Autriche, et il est blessé à la Bataille de Ratisbonne le 23 avril 1809. Sa conduite distinguée à la Bataille de Wagram les 5 et 6 juillet 1809, lui vaut le titre de Baron de l’Empire le 15 août 1809 (lettres patentes du 23 juillet 1810). Le 1er avril 1810, il commande le 3e régiment provisoire de cuirassiers à l’armée de Catalogne, et il est nommé colonel le 7 septembre 1811, au 2e régiment de cuirassiers. 

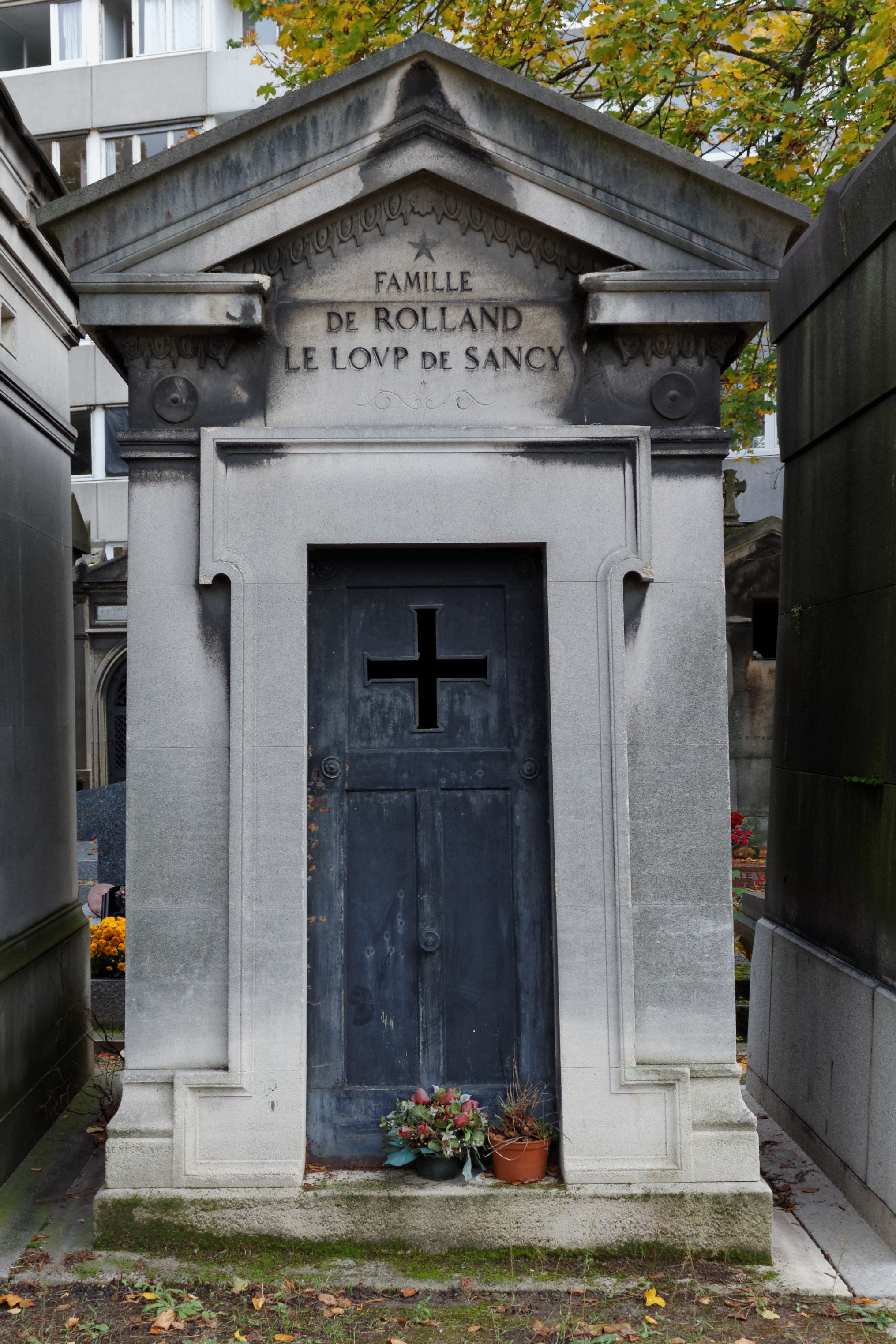
Tombe au cimetière du Père-Lachaise.

En 1812, il fait la campagne de Russie, et il se distingue à la bataille de Borodino le 7 septembre 1812. Il est élevé au grade d’officier de la Légion d’honneur le 11 octobre 1812. En 1813, il combat avec distinction lors de la campagne de Saxe, et sa conduite à la Bataille de Dresde les 26 et 27 août 1813, où il charge un carré russe, fait 2 000 prisonniers et reçoit des mains de l'Empereur à la revue du 5 septembre la décoration de commandeur de la légion d’honneur. Le 16 octobre 1813, il a la jambe gauche emportée par un boulet lors de l’attaque de Wachau, et il est promu général de brigade le 28 novembre 1813.
Retirer à Paris pour y soigner sa blessure, la restauration le surprend au milieu de sa convalescence, et il obtient le 28 mai 1814, le commandement de la succursale des invalides d'Avignon, puis le roi Louis XVIII le fait chevalier de Saint-Louis le 28 septembre 1814. Maintenu dans son commandement pendant les Cent-Jours, il est remplacé et mis en non activité le 9 décembre 1815. Il est admis à la retraite le 26 janvier 1816. 
Il siége au grand conseil d'administration des Invalides de 1830 à 1832.
Il meurt le 27 décembre 1848 à Paris, et il est inhumé au cimetière du Père-Lachaise (2e division).

## Dotation
- Le 15 août 1809, donataire d’une rente de 4 000 francs sur Rome.

## Armoiries
| Armoiries | Nom du chevalier et blasonnement |
| --------- | --- |
|           | Chevalier Pierre Jacques Nicolas Rolland et de l'Empire, lettres patentes du 28 janvier 1809. D'azur ; à la barre d'or, chargée de trois quintefeuilles de gueules, accompagné en chef de deux lions affrontés d'or et en pointe d'une cuirasse d'argent champagne de gueules au signe des chevaliers - Livrées : les couleurs de l'écu. |

| Figure | Nom du baron et blasonnement |
| ------ | --- |
|        | Armes du baron Pierre Jacques Nicolas Rolland et de l'Empire, décret du 15 août 1809, lettres patentes du 23 juillet 1810, commandeur de la Légion d'honneur Écartelé au premier d'azur au cheval contourné cabré d'argent surmonté d'un soleil d'or, au deuxième des barons tirés de l'armée, au troisième de gueules à l'éperon en abîme d'or accompagné de besants du même, au quatrième d'azur à la tour adextrée d'un chêne d'argent soutenu du même au comble aussi d'argent chargé de trois roses en fasce de gueules - Livrée les couleurs de l'écu. |

## Source
- « Pierre de Rolland », dans Charles Mullié, Biographie des célébrités militaires des armées de terre et de mer de 1789 à 1850, 1852 [détail de l’édition]
- (en) « Generals Who Served in the French Army during the Period 1789 - 1814: Eberle to Exelmans »
- Thierry Pouliquen, « Les généraux français et étrangers ayant servis [sic] dans la Grande Armée » (consulté le 7 décembre 2014)
- « La noblesse d’Empire » [archive du 8 novembre 2014] (consulté le 7 décembre 2014)
- « Cote LH/2373/24 », base Léonore, ministère français de la Culture
- A. Lievyns, Jean Maurice Verdot, Pierre Bégat, Fastes de la Légion-d'honneur, biographie de tous les décorés accompagnée de l'histoire législative et réglementaire de l'ordre, Tome 4, Bureau de l’administration, janvier 1844, 640 p. (lire en ligne), p. 414.
- (pl) « Napoléon.org.pl »
- Vicomte Révérend, Armorial du premier empire, tome 4, Honoré Champion, libraire, Paris, 1897, p. 165.
- Georges Six, Dictionnaire biographique des généraux & amiraux français de la Révolution et de l'Empire (1792-1814), Paris : Librairie G. Saffroy, 1934, 2 vol., p. 385